# De Tabakshandel J. Lub Jr.
De Tabakshandel J. Lub Jr. was een tabakshandel in Amsterdam. Omstreeks 1830 opende Johan Lub (1787-1854) een eerste vestiging en tot 1947 hebben enkele leden van de familie Lub de tabakshandel voortgezet. Het ging om een tabaksfabriek en een sigaren- en tabakswinkel op een paar locaties in de Amsterdamse binnenstad. De tabak werd ook geleverd aan andere winkels en groothandels, en geëxporteerd naar onder meer Nederlands-Indië.

## Geschiedenis
Johan Lub werd in 1787 geboren in Enkhuizen. Zijn vader was Michaël Lub, een koopman, commissaris van de Bank van Kleine Zaken en luitenant der schutterij, en een zoon van hoofdgaarder van de waag Cornelis Lub en kleinzoon van VOC-schipper Reijnder Lub. De moeder van Johan Lub was Petronella Johanna Vlamingh, dochter van schepen Thomas Theodorus Vlamingh. Toen Michaël Lub in 1788 jong overleed, nam de weduwe de leiding over zijn boekhandel en drukkerij in de stad over.  Later sloot ook de oudste zoon Cornelis Lub zich daarbij aan, maar zijn jongere broer Johan Lub verhuisde in 1811 naar Amsterdam. Rond 1830 startte hij daar een tabakshandel op de Vijgendam in het centrum van de stad, waar tegenwoordig het sociëteitsgebouw Industria staat aan de zuidoostkant van het plein de Dam. Er werd zowel ruwe tabak alsook rook-, shag- en pruimtabak gefabriceerd. Die producten werden in de eigen sigaren- en tabakswinkel verkocht, en daarnaast ook geleverd aan andere winkels en groothandels, en geëxporteerd naar onder meer Nederlands-Indië tot aan de onafhankelijkheid van Indonesië.
In 1911 wilde de stad Amsterdam een aantal panden bij de Dam onteigenen wegens plannen voor uitbreidingswerken. Hiertoe behoorde ook het aan de Vijgendam gelegen perceel dat eigendom was van de firma J. Lub Jr., grenzend aan het perceel van het historische koffiehuis De Roode Leeuw dat ook werd onteigend. Na beoordeling door het Openbaar Ministerie ontving de firma J. Lub Jr. daarvoor een schadevergoeding van 132.163 gulden. De winkel aan de Vijgendam verhuisde dat jaar naar Damstraat 6 en de fabriek vestigde zich aan de Nes. Het fabrieksgebouw lag aan Nes 5-7, waar in 1921 ook het aangrenzende pand aan Nes 9 aan werd toegevoegd. Architect Gerard Johan Langhout, een zoon van Willem Langhout, was verantwoordelijk voor het ontwerp van de fabriek en de verbouwing van het aangrenzende pand. De familie Lub woonde zelf op de Amsterdamse Keizersgracht. In 1928 werd de tabakshandel omgezet in een nv (N.V. De Tabakshandel J. Lub Jr.). Er volgde in 1947 een fusie met een nu niet meer bestaande tabaksfabriek in het zuiden van het land, waarna de fabricatie in Amsterdam werd stopgezet en de fabriek werd verkocht in 1959.

## Taal en literatuur
Belgisch etymoloog Marc De Coster noemt in het Woordenboek van Populair Taalgebruik op Ensie de volkse Amsterdamse uitdrukking “die is tabak halen bij Lub”, met als betekenis dat de persoon in kwestie weg is en niet snel zal terugkomen. De aan de tabakshandel van Lub refererende uitdrukking kwam voornamelijk voor in de periode voor de Tweede Wereldoorlog. Een gelijkaardig voorbeeld van gebruik is te zien in het volgende citaat uit het Bataviaasch Nieuwsblad van 26 augustus 1930: “Men kent het verhaal van den Amsterdamschen pantoffelheld, die op geregelde tijdstippen tot zijn vrouw zei ‘Ik ga even tabak halen bij Lub’.” Het figuurlijk gebruik komt uiteraard voort uit het feit dat veel mensen ook letterlijk even tabak gingen halen bij Lub, zoals bijvoorbeeld de Nederlandse schrijver Maurits Dekker ook noemt in zijn boek Amsterdam.
De schrijver Havank refereerde naar de tabak van Lub in de eerste uitgave van zijn boek De Schaduw grijpt in (1940). Hoewel Duits-onvriendelijke verwijzingen wegens de heersende nazi-censuur verwijderd waren, was een zinnetje over het hoofd gezien waarin het gedeelte “Hier Is Tabak van Lub, Erger dan Rattenkruit” via de beginletters van de woorden subtiel verwees naar de achternaam van Adolf Hitler. In een volgende uitgave werd die zin aangepast.

## Afbeeldingen

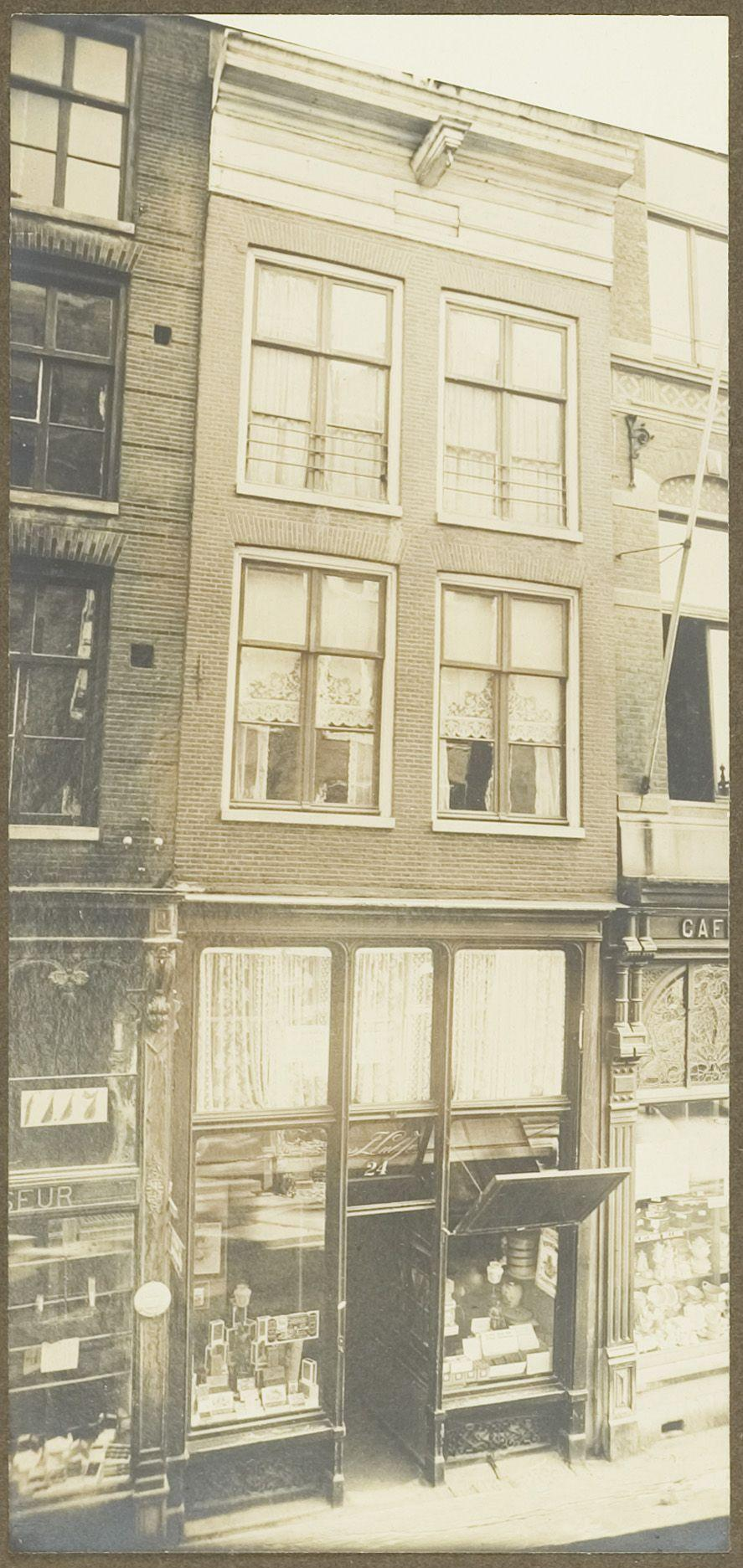
Vestiging aan de Vijgendam
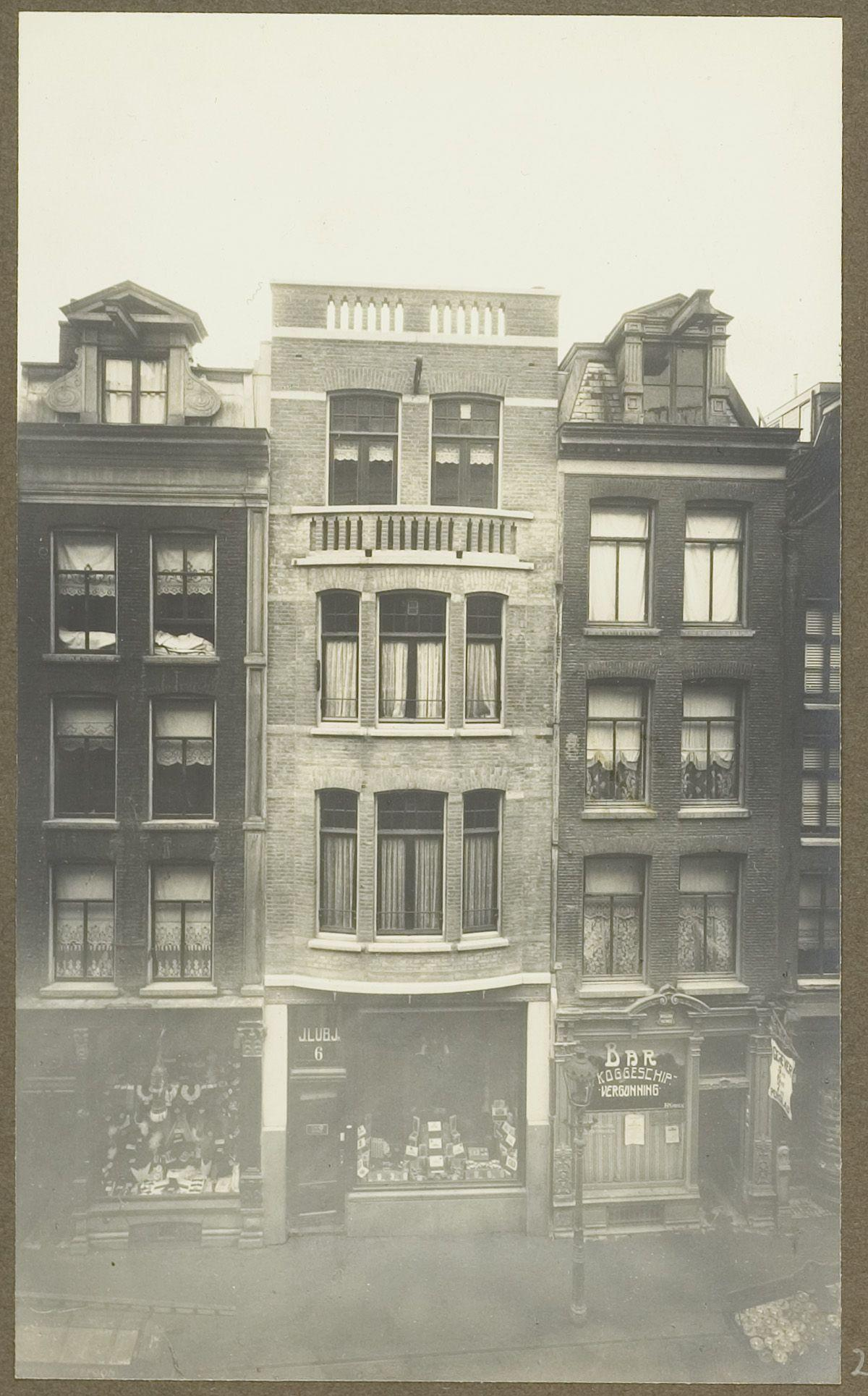
Vestiging aan de Damstraat
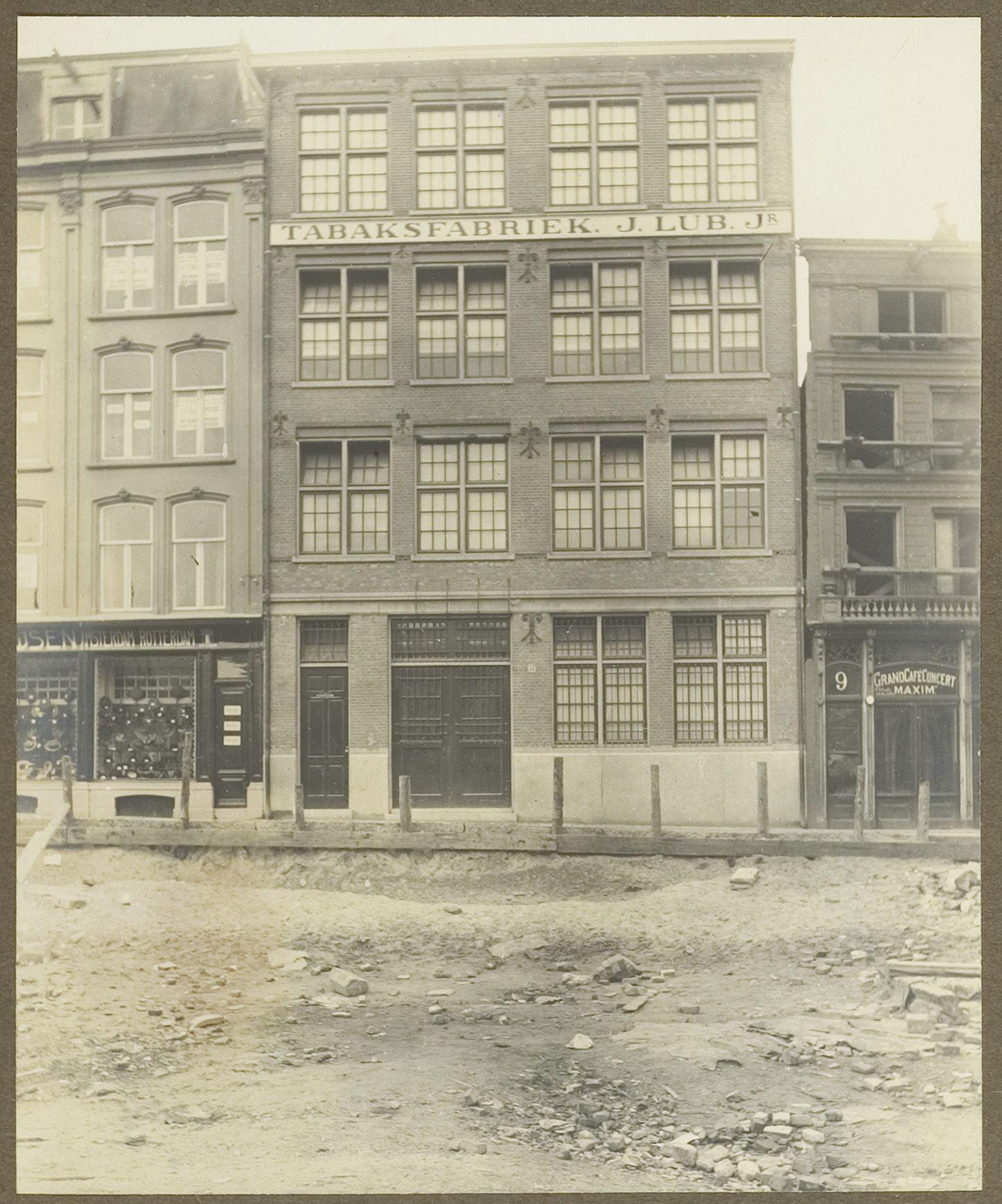
Fabriek aan de Nes, met rechts het later toegevoegde Nes 9
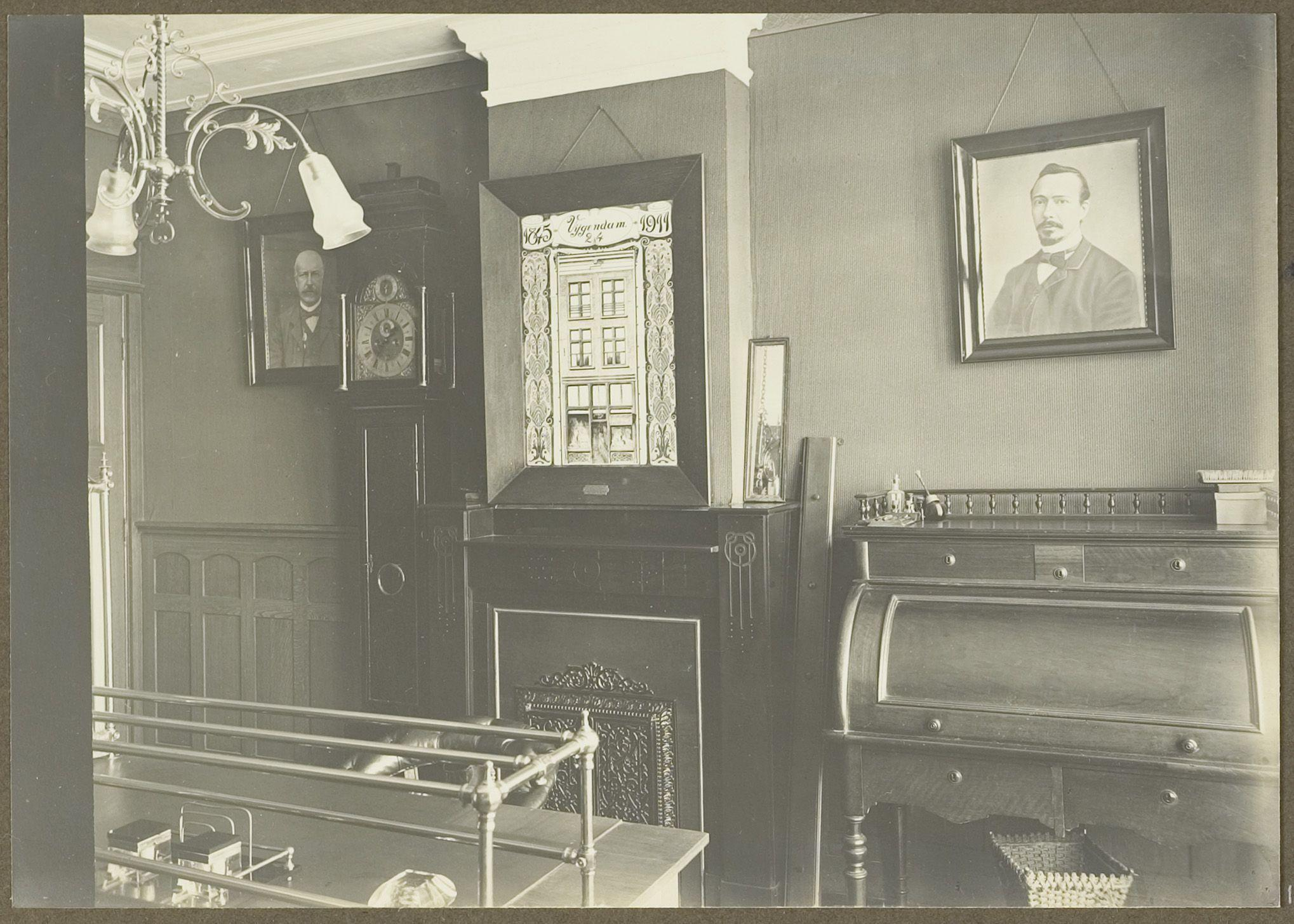
Een kantoorruimte van de firma J. Lub Jr.
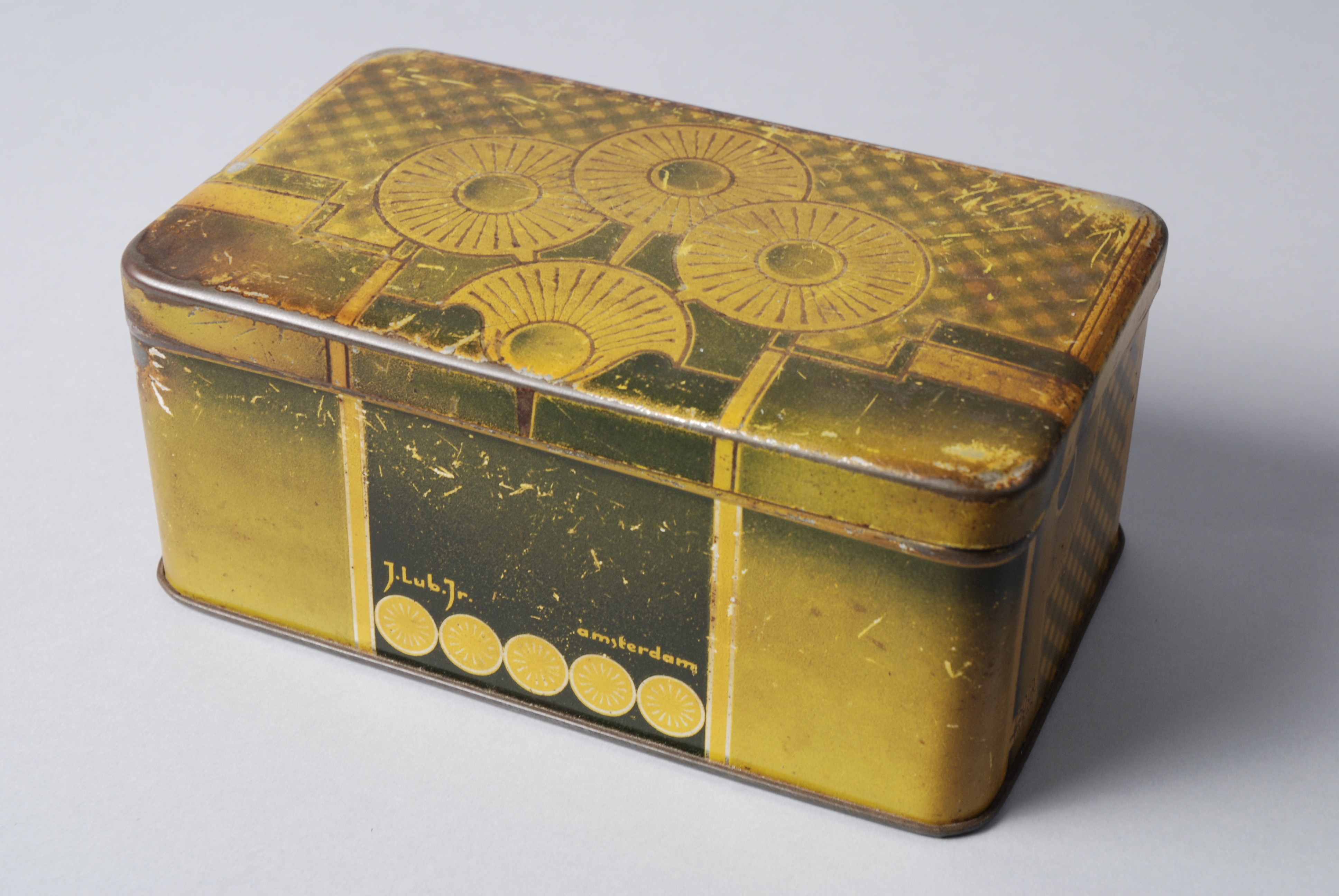
Een tabaksblik van J. Lub Jr., uit Collectie Meijer, Rotterdam